# Dávid Károly
Ifj. Dávid Károly (Budapest, 1903. március 8. – Budapest, 1973. november 25.) Kossuth-díjas és posztumusz Ybl Miklós-díjas magyar építész.

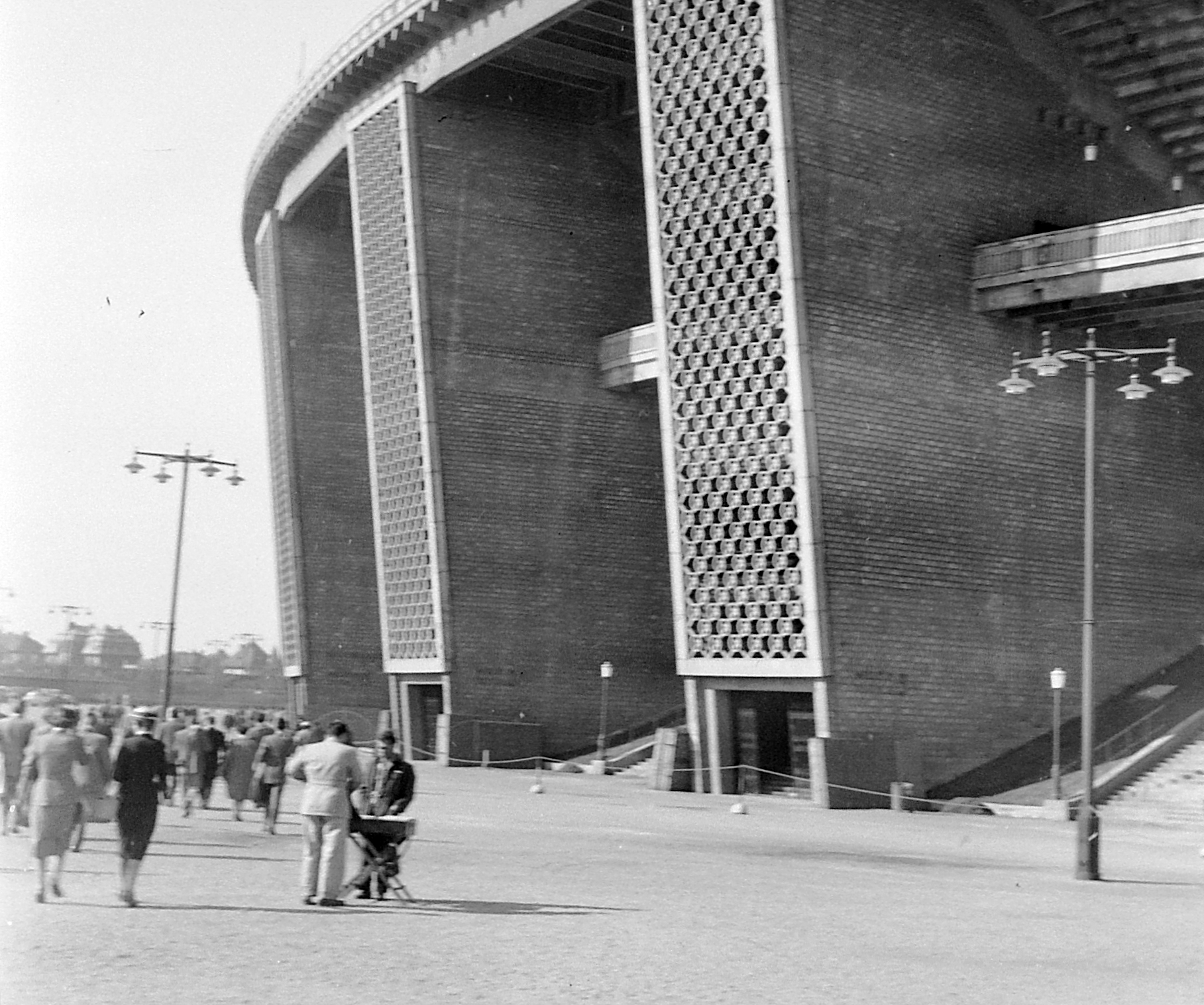
Népstadion (ma Puskás Ferenc Stadion), homlokzatrészlet

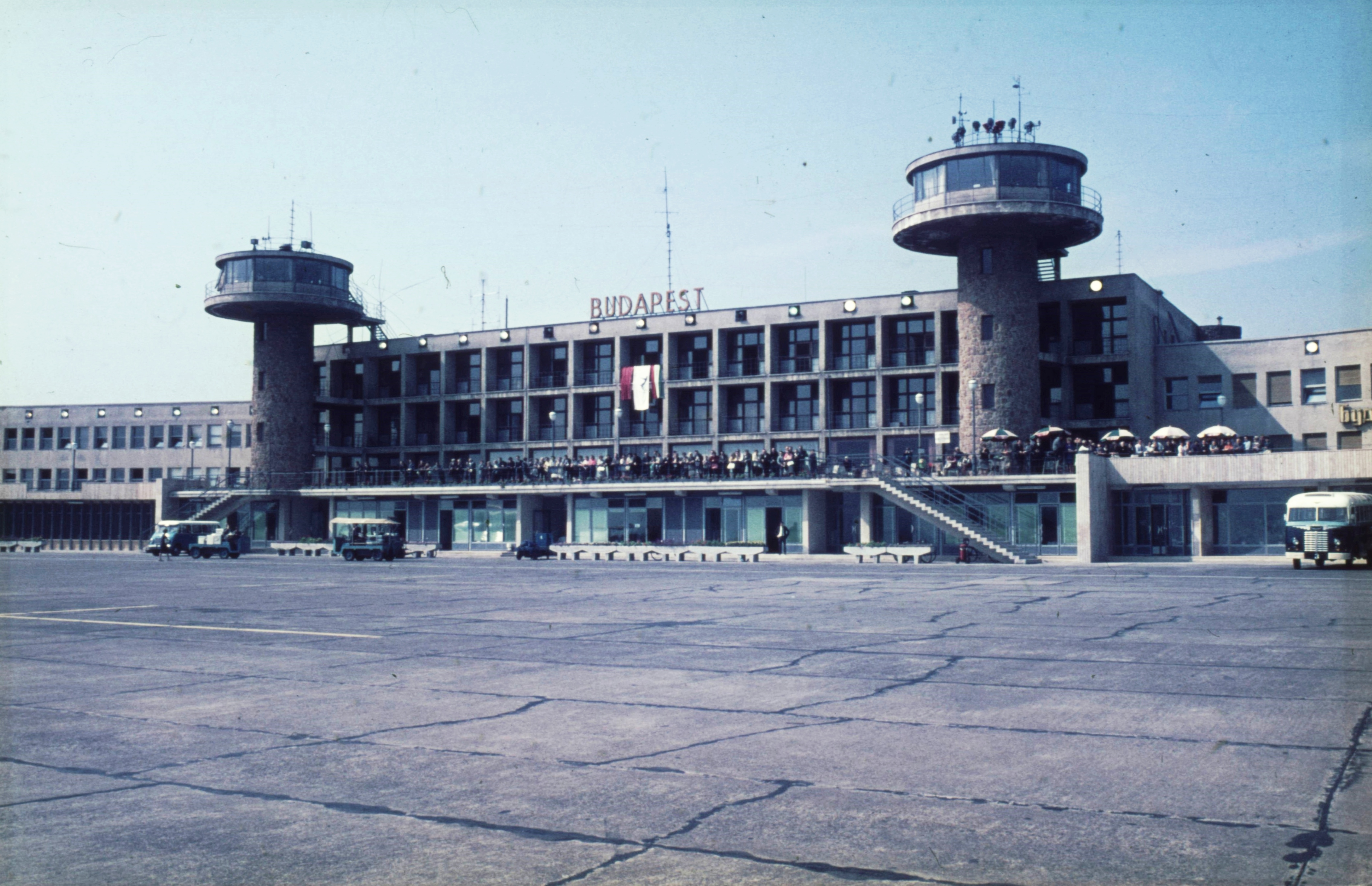
Ferihegyi (ma Liszt Ferenc) repülőtér, felvételi épület

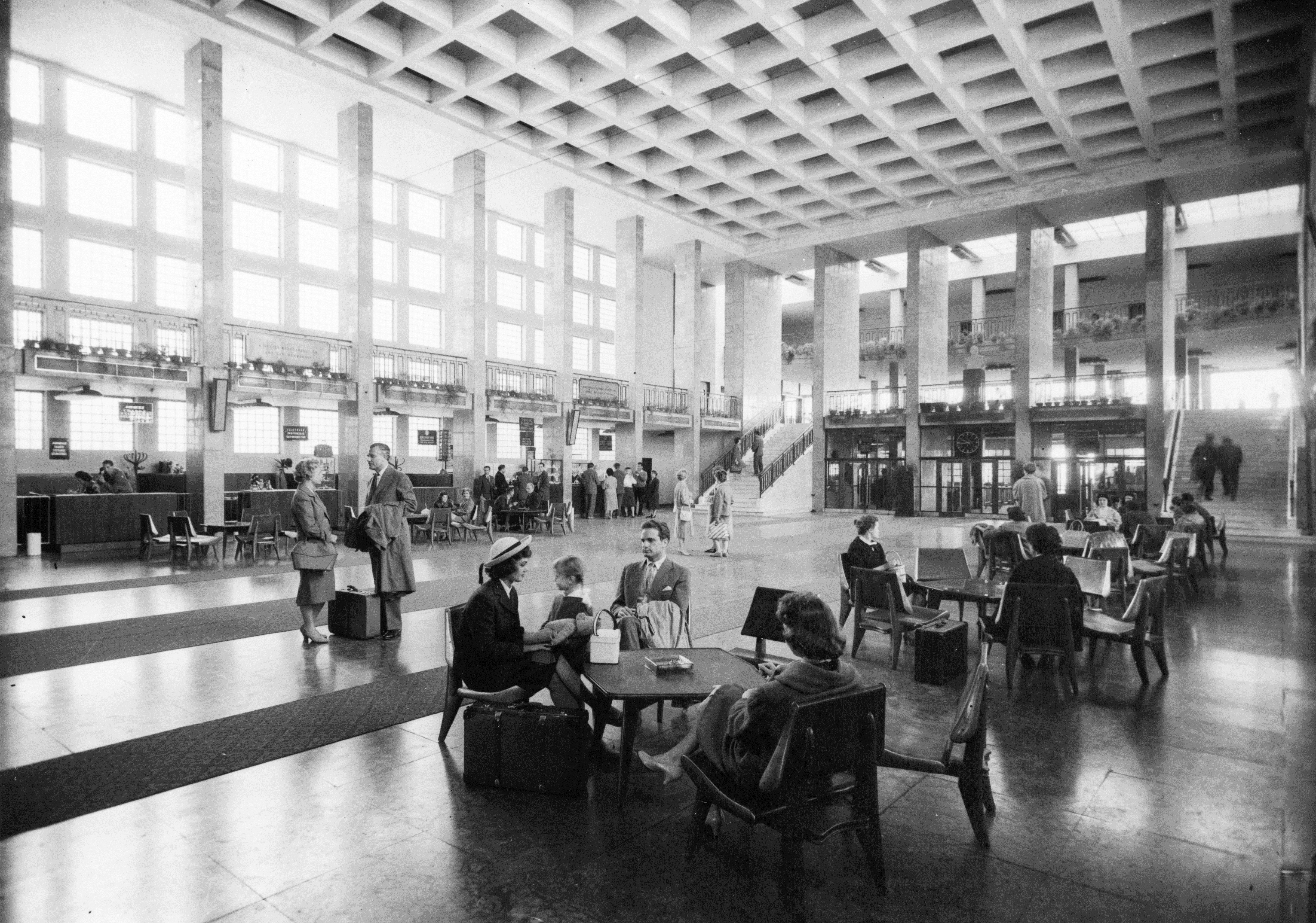
Ferihegyi (ma Liszt Ferenc) repülőtér, utascsarnok

## Életútja
A Dávid család két generáció óta jó nevű építési vállalatot tartott fenn Dávid János és fiai néven. Sok, máig fennálló munkájuk van, mint például a fiumei kikötő. A fiatal Dávid, aki maga is részt vett a vállalat munkájában, meglehetősen sok évig tanult – 1922-től 1931-ig –  a Budapesti Műszaki Egyetem Építészmérnöki karán. 1931–1932 folyamán tanulmányutat tett Olaszországba, Ausztriába, Dániába és Hollandiába. 1932-ben kilenc hónapot töltött el Le Corbusier párizsi irodájában, ahol a Svájci Pavilon terveivel foglalkozott.
Magyarországra való visszaérése után azonnal felvette a kapcsolatot a modern építészet hazai képviselőivel, és  belépett a CIAM-ba. 1933-ban saját irodát nyitott Budapesten. A XI. kerület Somlói út 76. alá tervezett saját lakóháza a legismertebb modern épületté vált, amelyen világosan tükröződik Le Corbusier hatása. A ház a második világháborúban elpusztult, és alaprajzai és homlokzatai csak az egykori publikációkból – Tér és Forma – ismertek.  Az 1930–1940-es években állandó résztvevője és gyakori díjazottja volt a legjelentősebb hazai és nemzetközi pályázatoknak többek között a Nemzeti Sportcsarnok és az isztambuli kikötő felvételi épületének tervével. Legfontosabb megvalósult terve ebből a korszakból a Ferihegyi repülőtér felvételi épülete (ma: Ferihegy I. terminál), amelynek kivitelezése 1948-ban fejeződött be.
A háború után, 1949-től a Középülettervező Vállalat műteremvezetőjeként dolgozott. Az 1950-es években a korszak egyik legnagyobb épülete, a Népstadion tervezését irányította. Az 1960-as években sok ipari épületet, középületet, munkás-, diák- és nővérszállót, iskolát és művelődési házat tervezett. 1959-től a Magyar Építőművészek Szövetsége elnöke volt.
1973. november 25-én hunyt el. Hamvait a Farkasréti temetőben helyezték örök nyugalomra.

## Családja
Gyermekei: Bodon Ferencné Dávid Éva építészmérnök, Dávid Anna orvos, dr. Dávid Károly belgyógyász. Testvérei: Dávid Gyula zeneszerző és Dávid János.

## Főbb munkái

### Épületek

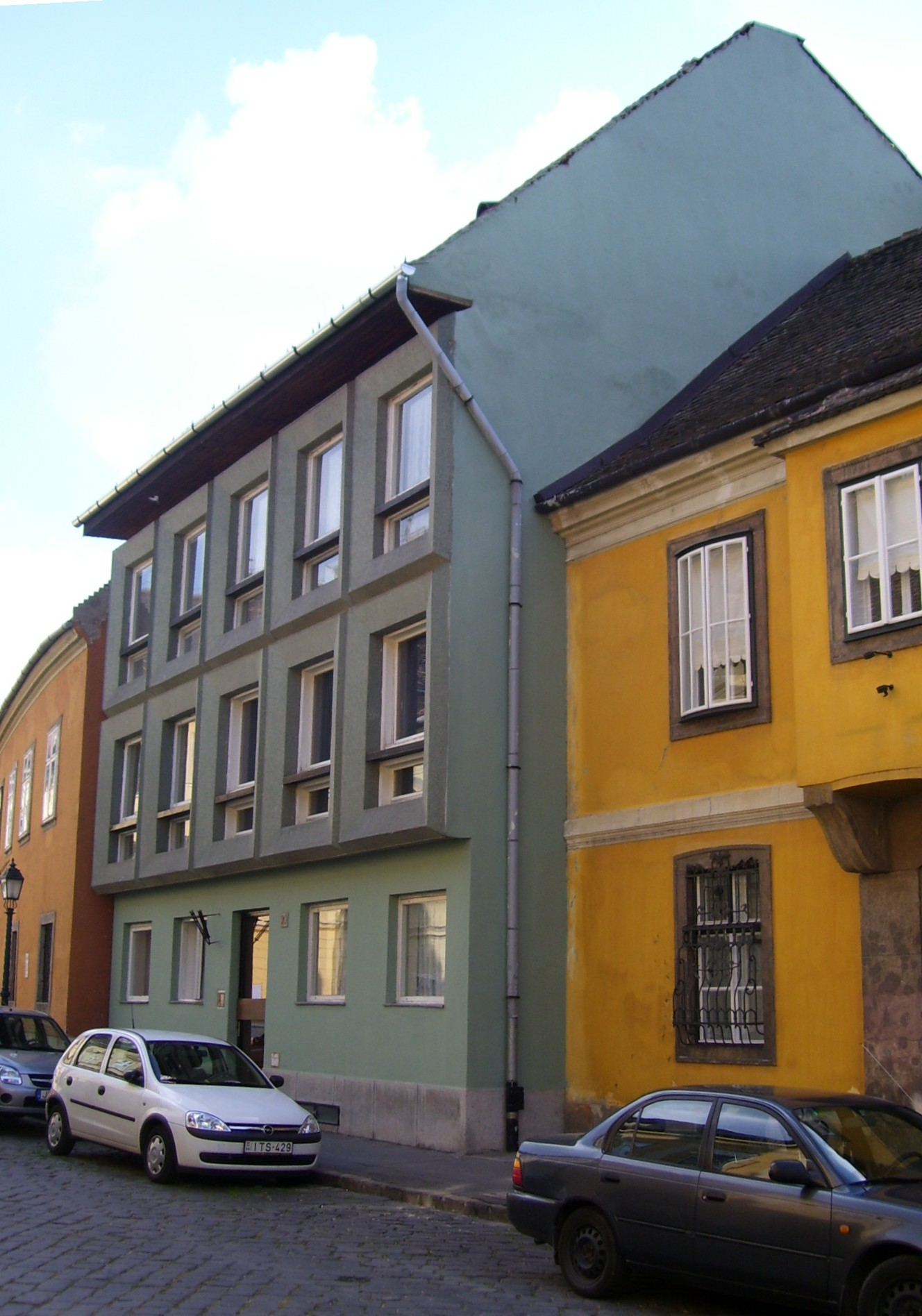
Budapest I. kerület, Táncsics Mihály utca 20. (1963)

- 1932–1933. Budapest, XI. kerület, Somlói út 76. Saját családi háza.
- 1935. Budapest Nemzetközi Vásár főkapuja
- 1939–1948. A Ferihegyi repülőtér felvételi épülete (MŰEMLÉK)[2]
- 1948–1953. Népstadion (munkatársak: Borosnyai Pál, Harmos Zoltán, Fecskés Tibor, Pelikán József)[3]
- 1950–1954. Budapest. XII. kerület, Csörsz utca 18. MOM Kultúrház (MŰEMLÉK)[4]
- 1950. Mátészalkai SZTK rendelő
- 1951. Budapest, XI. kerület, Fehérvári út 47. Fővárosi Művelődési Ház
- 1954. Szombathely, Ápolónőképző Iskola
- 1958. Szentes, Tisztasági és termálfürdő
- 1960. Eger, Fedett uszoda
- 1962. Miskolc, Kilián György Gimnázium
- 1963. Budapest, I. kerület, Táncsics Mihály u. 20 lakóház
- 1970. Szegedi fedett uszoda
- Pongrácz úti OTI-lakóházak (Budapest)
- Magyar Diószegi Cukorgyár, tisztviselőlakások
- Selypi Cukorgyár egészségháza
- Hazai Fésűsfonó kultúrháza (Budapest)
- Pamuttextil Művek kultúrháza (Budapest)
- Szegedi Felső-Tiszaparti Iskola
- Csepeli munkásszálló
- Diósgyőri Gimnázium
- Ózdi Gimnázium
- Oroszlány-Bányatelepi iskola
- Miskolc, Selyemréti Kollégium
- Fémbútor és Drótszövetgyár irodaháza
- Pápa, Tisztasági fürdő

### Emlékművek
- 1960. Kispesti Felszabadulási emlékmű (Budapest XIX. kerület Lenin tér) Szobrász: Tar István[5]
- 1960. Szegedi Tanácsköztársaság emlékmű (lebontva) Szobrász: Segesdi György[6][7]
- 1966. Virág Benedek-emlékszobor Szobrász: Pátzay Pál
- 1967. Marx–Engels-emlékmű  Szobrász: Segesdi György
- 1969. Szegedi Lenin-emlékmű Szobrász: Kiss István
- Zalka Máté-emlékmű  Szobrász: Segesdi György
- Debrecen, Felszabaduládi emlékmű Szobrász: Kiss István
- Várpalota, Felszabaduládi emlékmű Szobrász: Kovács Ferenc
- Szolnok,  Felszabaduládi emlékmű Szobrász: Kovács Ferenc
- Budapest, Haydn emlékmű Szobrász: Kocsis András
- Budapest, Mikszáth-emlékmű Szobrász: Kocsis András
- Budapest, Ady Gimnázium Ady-szobor Szobrász: Várady Sándor

## Galéria

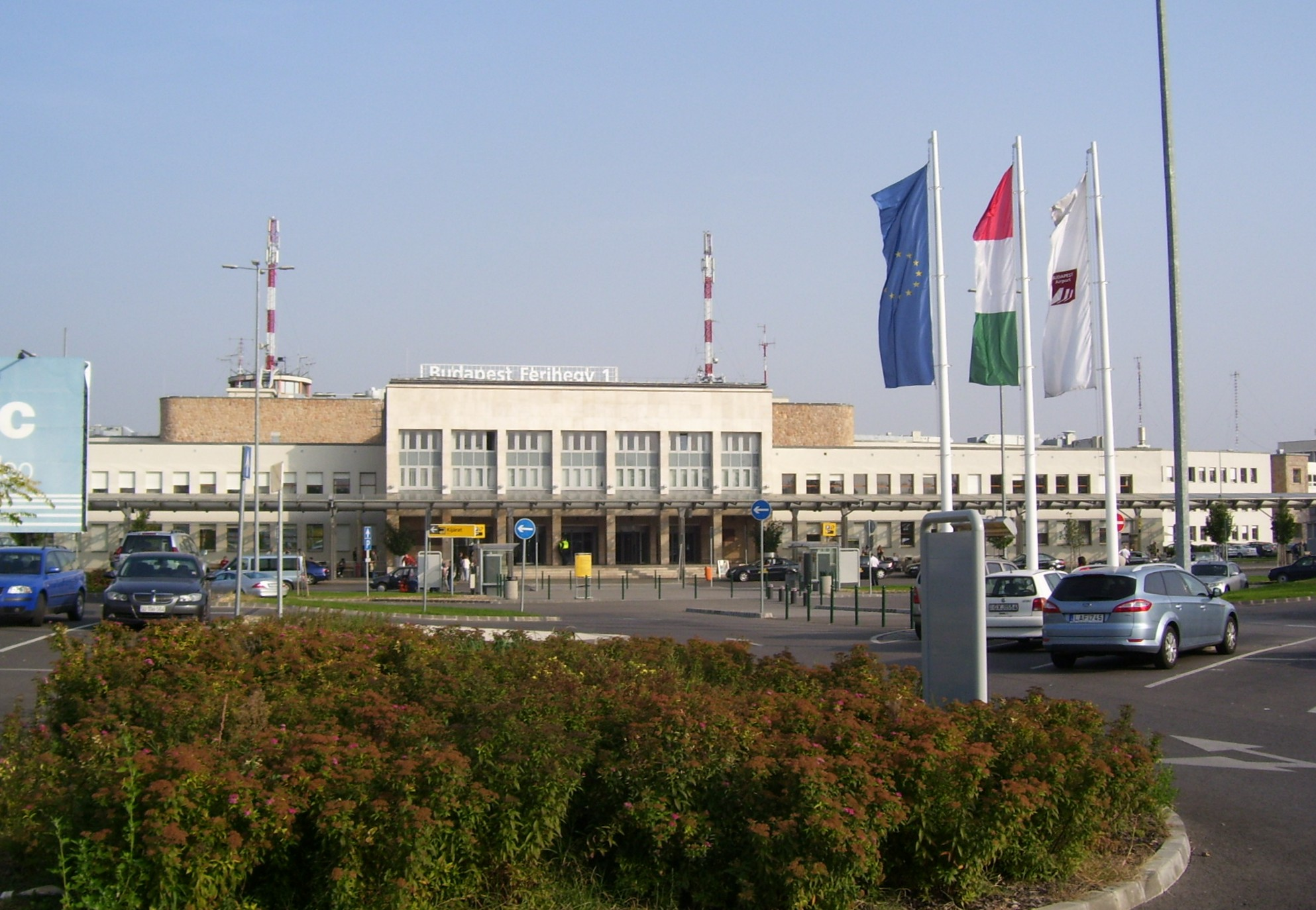
Ferihegy 1 főbejárat (1939–1948)
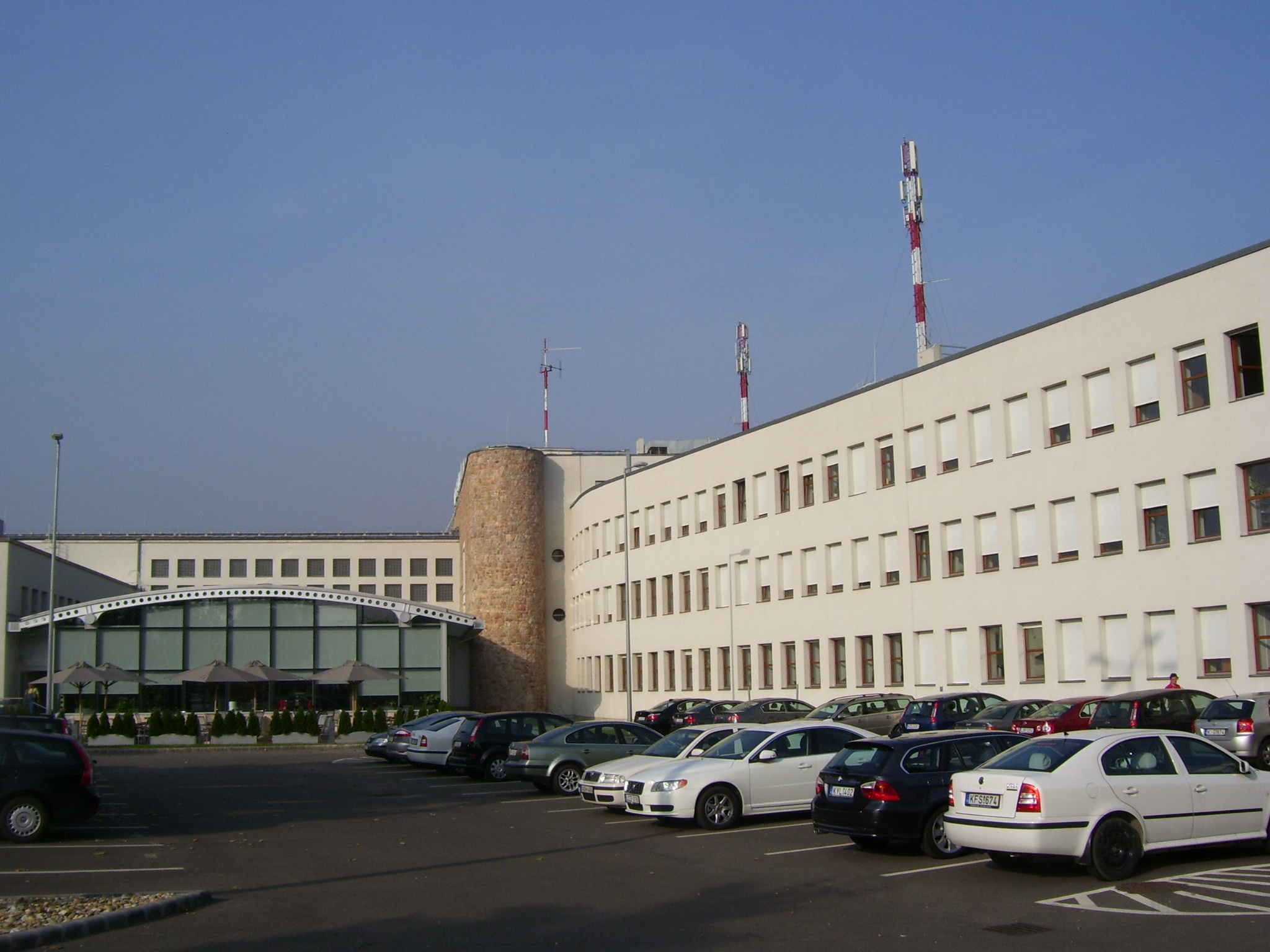
Ferihegy 1 homlokzati részlet (1939–1948)
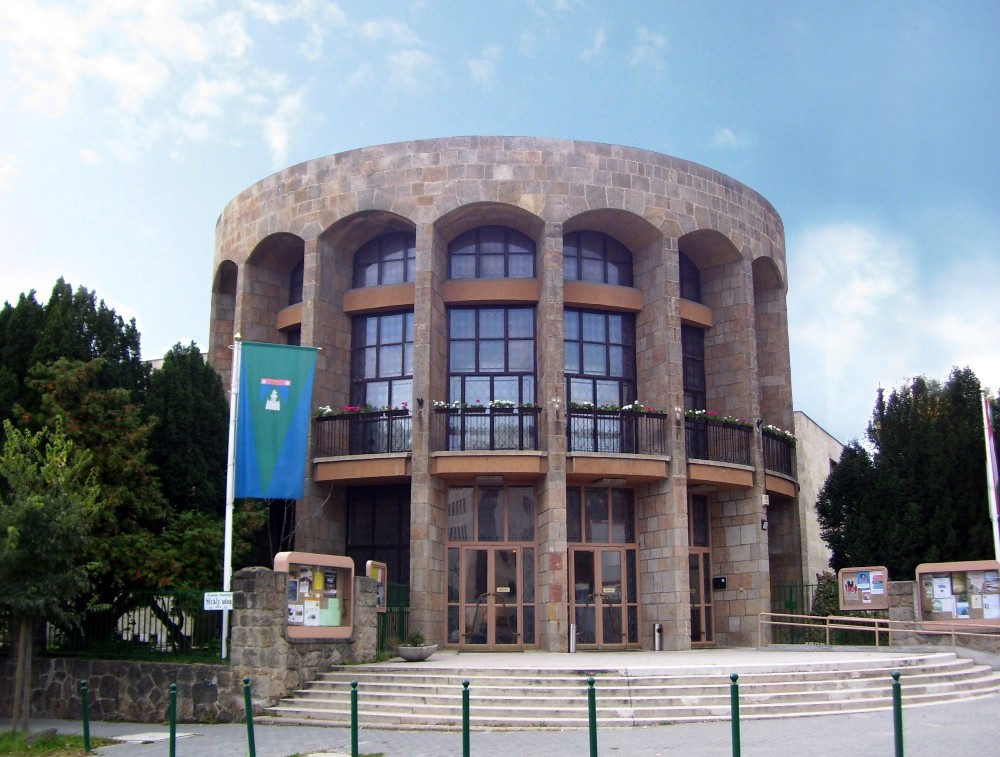
MOM Kultúrház (1950–1954)
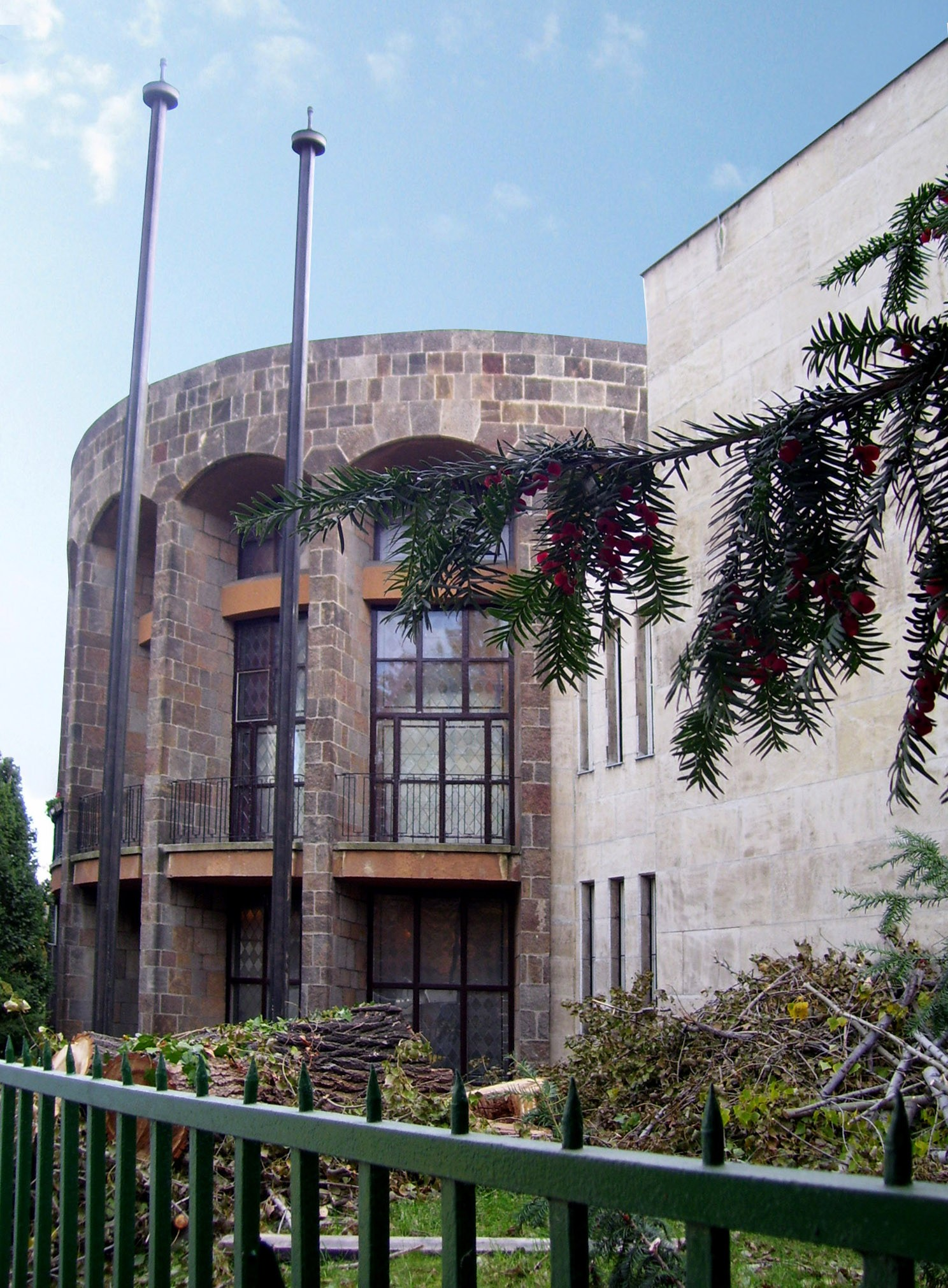
MOM Kultúrház

## Díjai
- Kossuth-díj (1954)
- Posztumusz Ybl Miklós-díj (2010)[8]